# Marfa Borétskaya

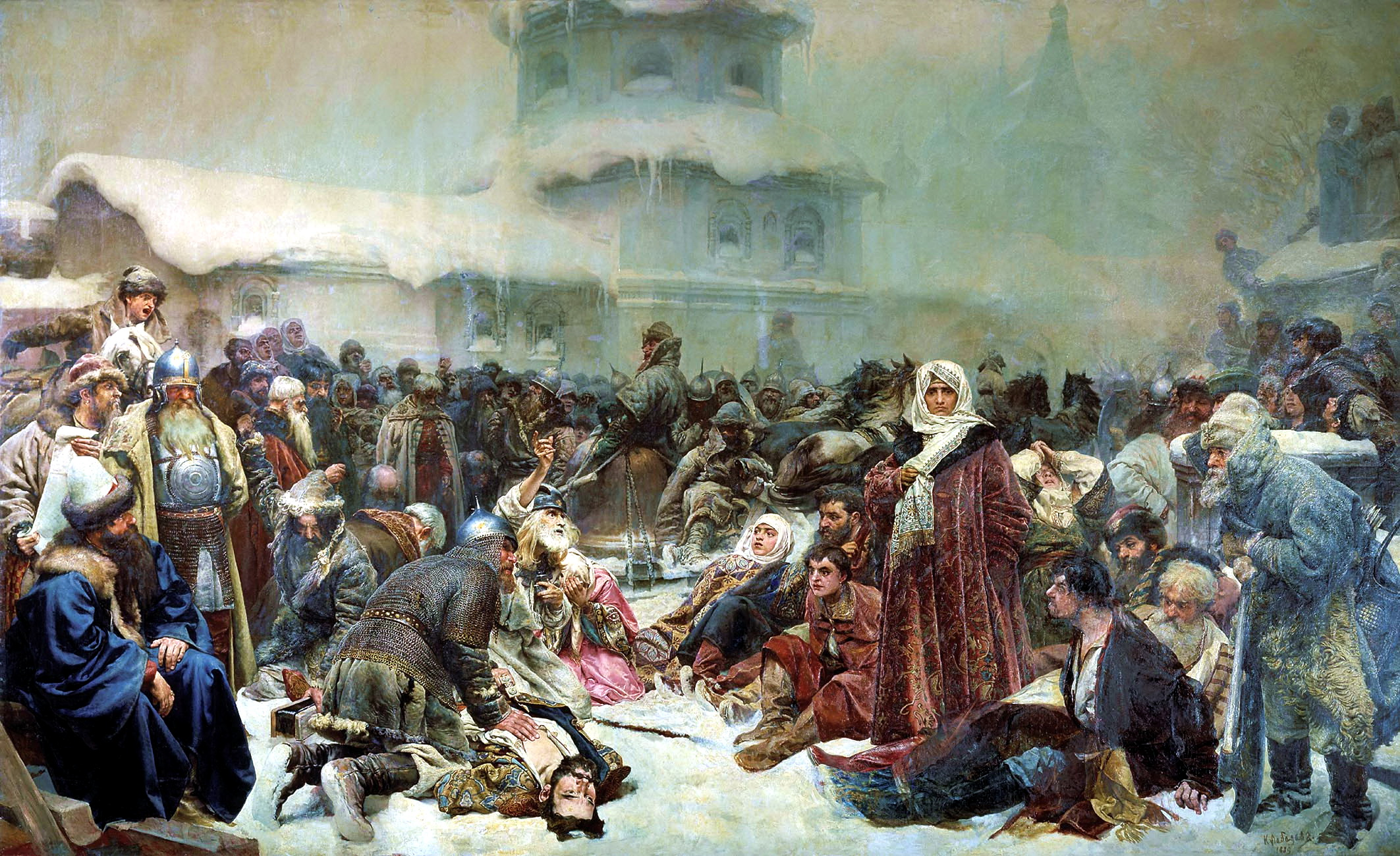
Marfa Posádnitsa. Destrucción del veche de Nóvgorod, de Klavdi Lébedev, 1889.

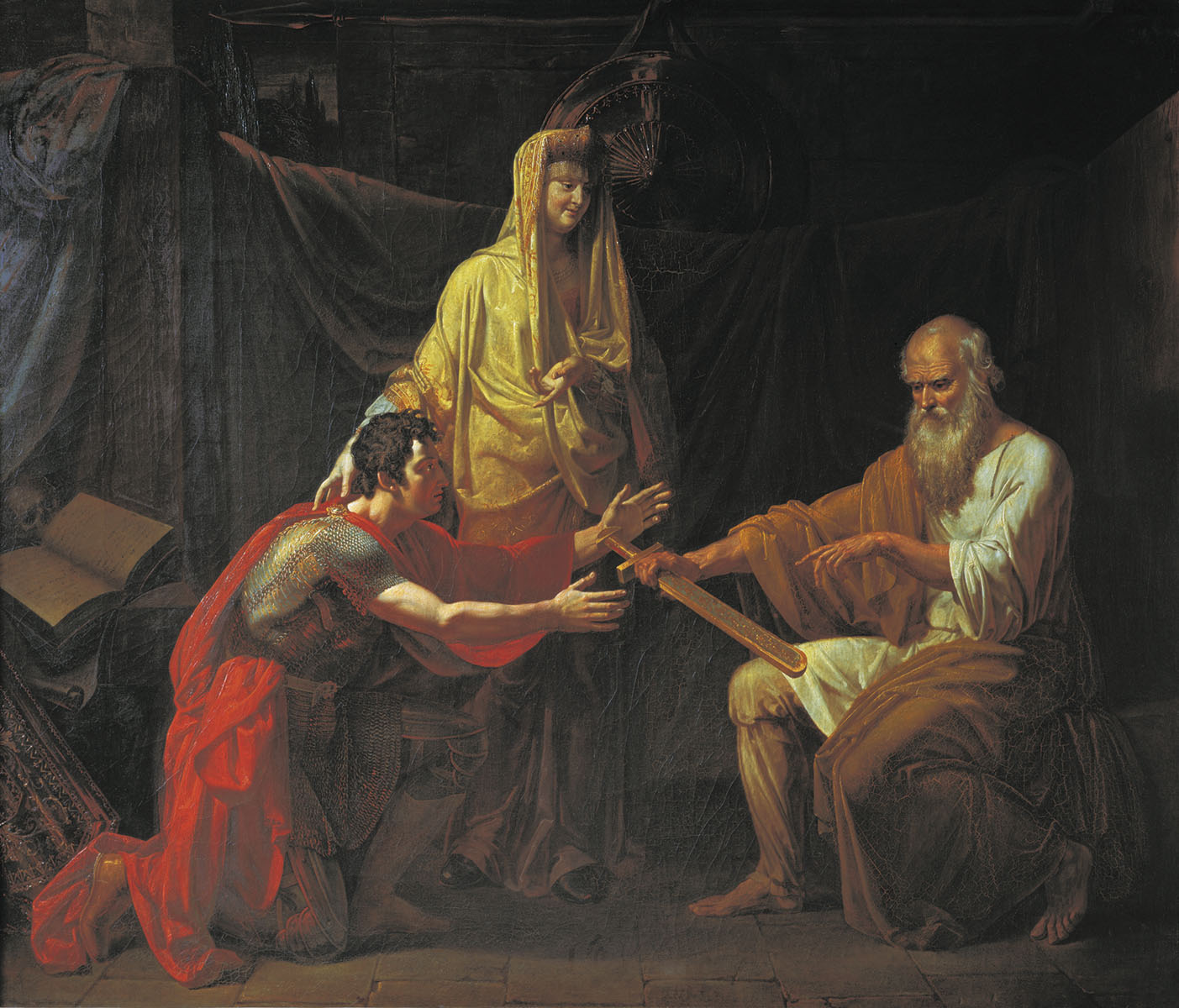
Theodosy Boretski le entrega la Espada de Ratmir a Miroslav, jefe de los novgorodenses y marido elegido por Marfa para su hija Xenia, de Dmitri Ivanov, 1808.

Marfa Borétskaya, también conocida como Marta, la Posádnitsa (en ruso: Марфа Посадница, tr.: Marfa Posádnitsa), era la mujer de Isaac Boretski, posádnik de Nóvgorod de 1438 a 1439 y otra vez en 1453. De acuerdo a la leyenda y la tradición histórica, lideró la lucha de la república contra Moscovia desde la muerte de su marido y la anexión de la ciudad por Iván III de Rusia en 1478.

## Biografía
Aunque se la conoce como posádnitsa, éste no era un cargo formal. Tradicionalmente, en Rusia, se nombra con el equivalente femenino del cargo a la mujer de ciertos cargos, así la mujer del sacerdote, se llamaría sacerdotisa y la mujer de un general, generala, sin que ello signifique que ejercen ningún tipo de poder. En el caso de Marfa, fue el centro de la facción antimoscovita y tenía suficiente carisma o influencia como matriarca del clan, pero nunca ostentó cargo alguno en Nóvgorod, ya que estos eran ocupados por los terratenientes hombres.
Poco se conoce de la vida personal de Marfa. Enviudó en algún momento en la década de 1460, convirtiéndose en uno de los más ricos terratenientes de Nóvgorod (de acuerdo a los Pistsóvyie Knigi, catastros de tierras compilados por los funcionarios moscovitas a principios de la década de 1490) hasta las confiscaciones llevadas a cabo por Iván III en las décadas de 1470 y 1480. Fue probablemente con motivo de la defensa de sus riquezas por lo que se opuso a los grandes príncipes moscovitas, los cuales habían intentado hacerse con las tierras de Nóvgorod desde finales del siglo XIV.
En 1471 Marfa y sus hijos, Dmitri y Fiódor, últimos representantes de la familia antimoscovita Boretski, intentaron negociar con Casimiro IV Jagellón, los términos de la unión de la ciudad al Gran Ducado de Lituania, ya que Casimiro había prometido respetar los privilegios y derechos de la ciudad. Al enterarse de las intenciones de Marfa, que violaban un acuerdo anterior (el Tratado de Yazhelbitsy), Iván III llevó sus tropas contra Nóvgorod y derrotó a Marfa y su tropa de voluntarios de Nóvgorod en la Batalla de Shelón. Tras la batalla, el 24 de julio de 1471, el hijo de Marfa, Dmitri fue ejecutado, por orden del gran príncipe. 

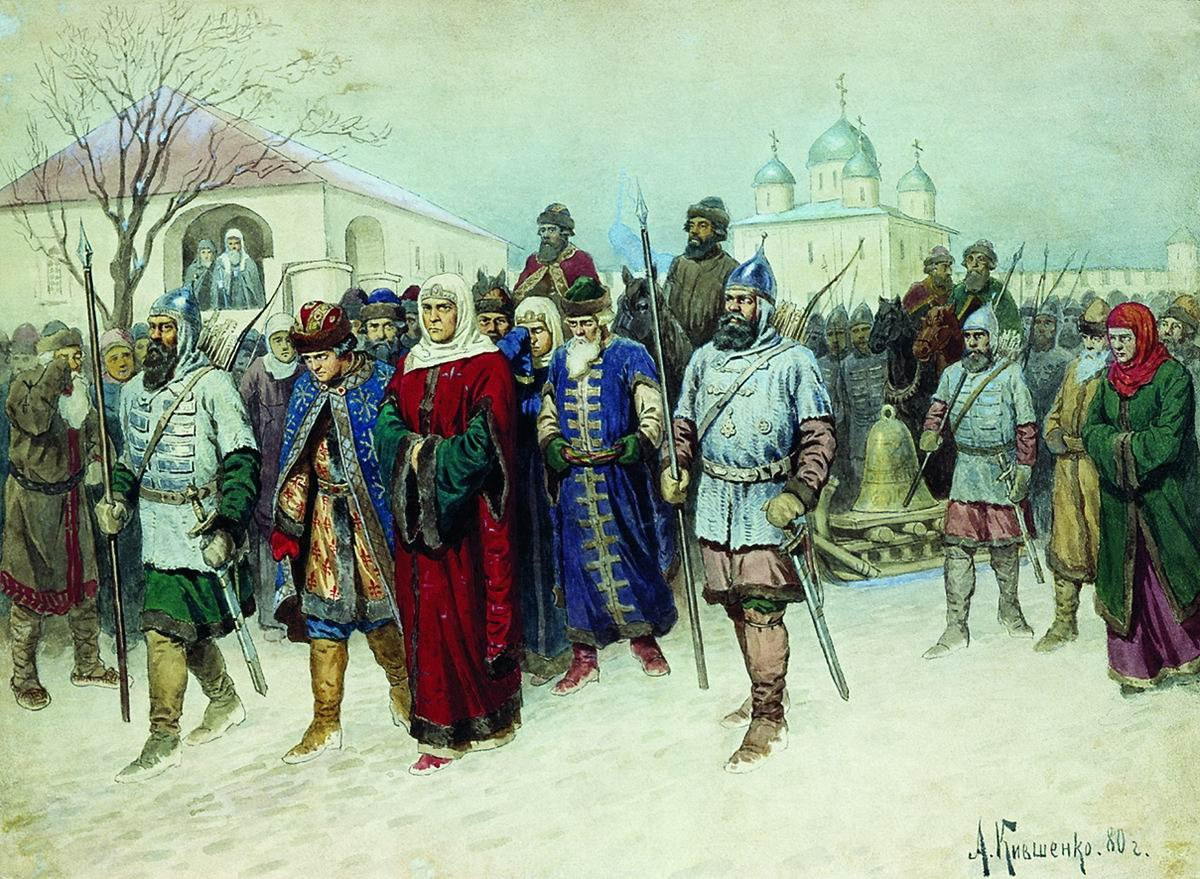
Marfa Posádnitsa escoltada a Moscú (seguida por la Campana del veche), de Alekséi Kivshenko.

Aunque Marfa continuó confiando en el apoyo e intrigas lituanos contra Moscú, Iván III finalmente subyugó Nóvgorod siete años después. Marfa y sus nietos fueron puestos bajo custodia y escoltados a Moscú el 7 de febrero de 1478. Después de que sus tierras fueran confiscadas, de acuerdo a la tradición, Marfa fue forzada a tomar los hábitos en Nizhni Nóvgorod, aunque Gail Lenhoff argumenta que su destino tras su arresto es desconocido, de igual modo que la fecha y circunstancias de su muerte.

## Evaluación histórica y recuerdo
Las más recientes investigaciones explican que Marfa fue usada como cabeza de turco por el arzobispo de Nóvgorod Feofil (1470-1480) para encubrir su papel en la caída de Nóvgorod, simulando que él había cumplido sus obligaciones según el tratado. La historia de las intrigas de Marfa contra el gran príncipe fue aparentemente escrita en el scriptorium del arzobispo a mediados de la década de 1470.
El devenir trágico de Marfa y su lucha por mantener el gobierno republicano le ganó la simpatía de los historiadores y escritores rusos, especialmente de aquellos del movimiento romántico. Su personaje aparece en la novela corta de Nikolái Karamzín Marfa la Posádnitsa, o la caída de Nóvgorod como también en un libro de Fedótov titulado Marfa Posádnitsa. Su historia fascinó a Pushkin, que le dedicó un ensayo en 1830. Serguéi Yesenin escribió un poema sobre Marfa la Posádnitsa en 1914.
Una estatua de Marfa forma parte del monumento al Milenario de Rusia en Nóvgorod.